# Fraxinus malacophylla
Fraxinus malacophylla — вид квіткових рослин з родини маслинових (Oleaceae).

## Опис

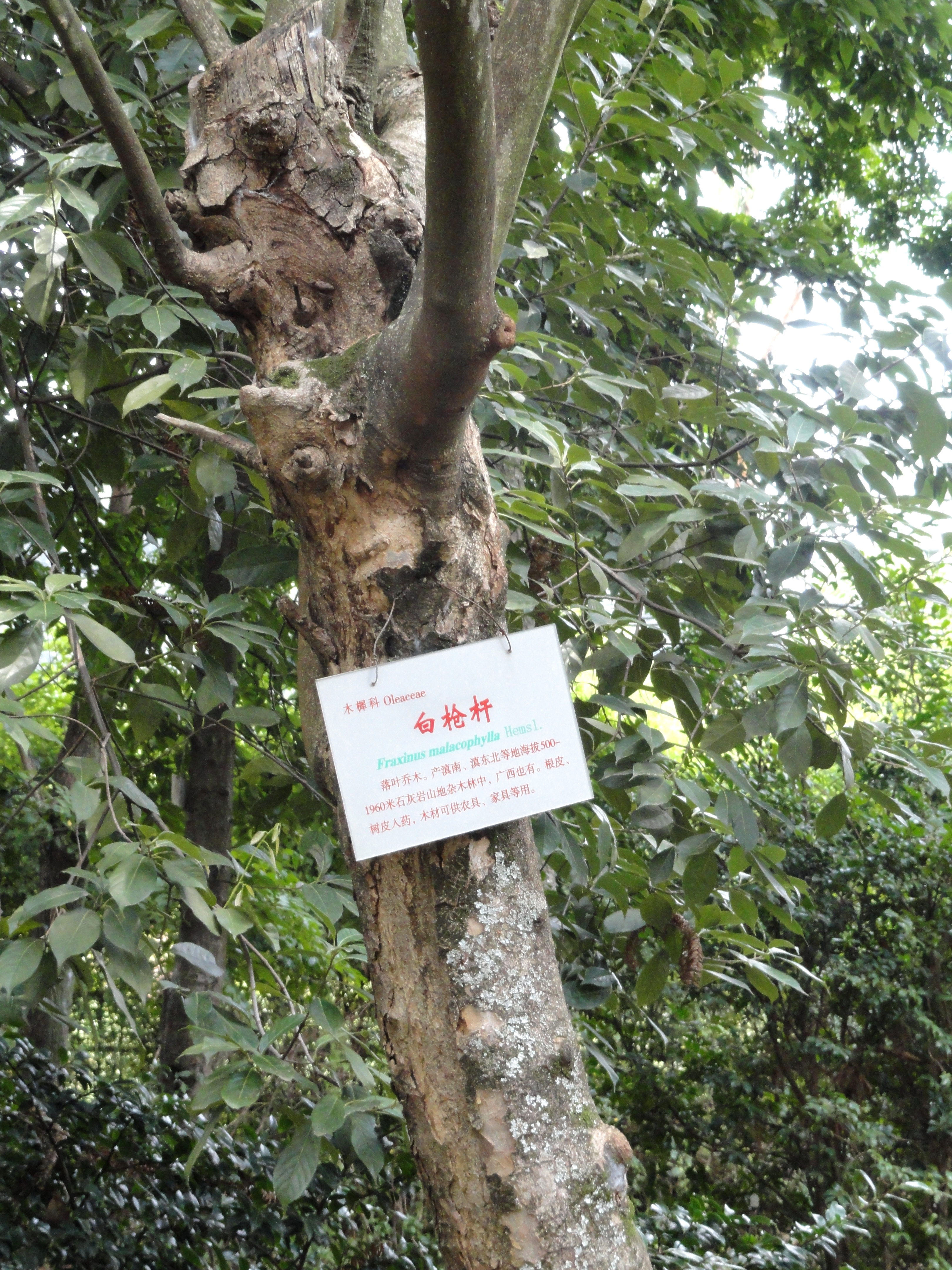

Це невелике дерево, що досягає 10 метрів у висоту. Гілочки 4-кутні в молодості, коричнево запушені; бруньки голі. Листки до ≈ 25 см; листкові ніжки 2–5 см; листочків 9–15, сидячі чи майже так, від еліптичної до ланцетно-еліптичної форми, (1.5)3–8(10) × (1)1.5–4 см, адаксіально (верх) щільно коричнево-повстиста до голої, абаксіально щільно блідо-ворсинчаста до жовто-волосистої, особливо щільно вздовж жилок і краю, край цілісний, верхівка гостра чи тупа. Волоті кінцеві чи бічні, ≈ 16 см, багатоквіткові; приквітки лінійні, 2–3 мм. Квітки двостатеві, з'являються після листя. Чашечка чашеподібна, ≈ 1 мм, верхівково зрізана або з широко дельтованими зубцями. Віночок білий; частки лінійні, ≈ 3 мм. Тичинки ледь перевищують частки віночка. Самара вузьколопатчаста, 30–40 × 6–7 мм. Квітне в червні, плодить у вересні та жовтні.

## Поширення
Зростає в пд.-сх. Азії: Китай (Юньнань, Гуансі), М'янма, Таїланд.
Росте на висотах від 500 до 1900 метрів; у вторинних лісах і на сухих кам'янистих схилах у вапнякових гірських регіонах.

## Використання
Немає інформації про використання та торгівлю цим видом.